# 過海隧道巴士111線
過海隧道巴士111線是香港的一條紅磡海底隧道巴士路線，來往坪石邨和中環（港澳碼頭），以輔助101線。
過海隧道巴士111P線為111的特別服務支線，只於星期一至六上午繁忙時間由彩福邨開往中環（港澳碼頭），不停坪石邨、彩虹邨及新蒲崗，星期一至五下午繁忙時間由中環（港澳碼頭）開往彩福邨，不停九龍城。

## 歷史
- 1975年2月1日：開辦，同日取代101線於彩虹道各站的服務，初時來往坪石至急庇利街。
- 1981年2月15日：急庇利街總站遷往港澳碼頭。
- 1992年8月3日：增派空調巴士行走。
- 1998年9月1日：因中巴專營權結束，改由九巴及新巴合營。
- 2000年，改為全空調巴士服務。
- 2005年3月25日：配合馬鐵（現稱港鐵馬鞍山綫）通車，因此680線縮短至金鐘地鐵站，同日提供本線與680線之八達通轉車優惠，成為首條紅隧的全日路線設有八達通轉乘優惠的路線。
- 2010年8月16日：增設早上特別班次111P線，由彩雲道發展區的彩福邨開出，途經彩榮路、彩興路、彩興里、新清水灣道後，依111號線原有路線開往中環，祇開平日0717、0740兩班，中途不停坪石邨，該線亦成為彩雲道發展區首條服務的專利巴士路線。
- 2014年10月27日：111P新增07:07及07:55班次[1]。
- 2016年4月17日：九巴班次增設到站時間預報。
- 2016年11月7日：111P線於清水灣道後改經彩虹交匯處直接駛入太子道東，不再途經龍翔道、斧山道及彩虹道，並取消「彩虹邨丹鳳樓」、「彩虹邨錦雲樓」、「四美街」、「彩虹道遊樂場」及「寧遠街」五個中途站。[2]
- 2018年5月28日：新巴班次增設實時抵站時間查詢服務。
- 2019年8月3日：隨著彩虹道遊樂場附近道路工程完成，111線往太子道東方向恢復停「彩虹道遊樂場」站，不停「黃大仙警署」站。[3]
- 2019年10月8日：111P線改停「彩興苑」站，不停「彩德邨彩仁樓」站。[4][5]
- 2020年10月4日：配合沙中綫工程完竣，111線往坪石方向取消漆咸道北「山西街」站，改停馬頭圍道「土瓜灣落山道」站。[6] [7]
- 2020年12月28日：過海隧巴111P線實施以下改動[8]：
  - 增設黃昏回程服務，逢星期一至五黃昏由中環（港澳碼頭）開往彩福。
  - 星期六由彩福開出之班次減至兩班。
- 2023年7月1日：因應新巴城巴合併，本線改由九巴及城巴聯合經營。
- 2023年12月11日：111線取消由坪石開往金鐘（海富中心）之特別班次。[9]

## 服務時間及班次
111
| 坪石開           | 坪石開       | 坪石開       | 中環（港澳碼頭）開 | 中環（港澳碼頭）開 | 中環（港澳碼頭）開 |
| 日期             | 服務時間     | 班次（分鐘） | 日期               | 服務時間           | 班次（分鐘）       |
| ---------------- | ------------ | ------------ | ------------------ | ------------------ | ------------------ |
| 星期一至五       | 06:25-06:52  | 9            | 星期一至五         | 06:30-06:55        | 12/13              |
| 星期一至五       | 06:52-07:00  | 8            | 星期一至五         | 06:55-07:25        | 10                 |
| 星期一至五       | 07:00-07:25  | 5            | 星期一至五         | 07:31-08:25        | 9                  |
| 星期一至五       | 07:28-08:25  | 3-6          | 星期一至五         | 08:35-09:25        | 12/13              |
| 星期一至五       | 08:30-09:18  | 5/6          | 星期一至五         | 09:35-10:25        | 10                 |
| 星期一至五       | 09:25        | 09:25        | 星期一至五         | 10:35-11:25        | 12/13              |
| 星期一至五       | 09:31-10:25  | 6            | 星期一至五         | 11:35-12:25        | 10                 |
| 星期一至五       | 10:33-10:49  | 8            | 星期一至五         | 12:31-12:55        | 12                 |
| 星期一至五       | 10:49-11:25  | 9            | 星期一至五         | 12:55-13:25        | 10                 |
| 星期一至五       | 11:34-12:25  | 8/9          | 星期一至五         | 13:32-14:25        | 7/8                |
| 星期一至五       | 12:34-13:10  | 9            | 星期一至五         | 14:31-15:25        | 6                  |
| 星期一至五       | 13:10-13:25  | 7/8          | 星期一至五         | 15:34-16:01        | 9                  |
| 星期一至五       | 13:25-14:25  | 6/7          | 星期一至五         | 16:01-16:25        | 8                  |
| 星期一至五       | 14:35-15:25  | 10           | 星期一至五         | 16:29-17:05        | 4                  |
| 星期一至五       | 15:35、15:47 | 15:35、15:47 | 星期一至五         | 17:05-17:25        | 5                  |
| 星期一至五       | 15:59-16:25  | 13           | 星期一至五         | 17:28-18:25        | 4/5                |
| 星期一至五       | 16:35-17:25  | 10           | 星期一至五         | 18:32-19:00        | 7                  |
| 星期一至五       | 17:35-18:25  | 10           | 星期一至五         | 19:00-19:25        | 5                  |
| 星期一至五       | 18:37-19:25  | 12           | 星期一至五         | 19:35-19:55        | 10                 |
| 星期一至五       | 19:25-20:25  | 15           | 星期一至五         | 19:55-20:25        | 7/8                |
| 星期一至五       | 20:36-21:24  | 12           | 星期一至五         | 20:32-21:00        | 7                  |
| 星期一至五       | 21:39-22:24  | 15           | 星期一至五         | 21:00-21:24        | 6                  |
| 星期一至五       | 22:37-23:25  | 12           | 星期一至五         | 21:35              | 21:35              |
| 星期一至五       | 23:41-00:32  | 17           | 星期一至五         | 21:44-22:16        | 8                  |
|                  |              |              | 星期一至五         | 22:25              |                    |
| 22:35-23:15      | 10           |              | 星期一至五         |                    |                    |
| 23:24            |              |              | 星期一至五         |                    |                    |
| 23:25-00:08      | 11           |              | 星期一至五         |                    |                    |
| 00:08-00:32      | 12           |              | 星期一至五         |                    |                    |
| 星期六           | 06:25-06:52  | 9            | 星期六             | 06:30-06:55        | 12/13              |
| 星期六           | 06:52-07:00  | 8            | 星期六             | 06:55-07:25        | 10                 |
| 星期六           | 07:00-07:25  | 5            | 星期六             | 07:35-08:25        | 10                 |
| 星期六           | 07:31-08:25  | 6            | 星期六             | 08:35-09:25        | 10                 |
| 星期六           | 08:31-09:25  | 6            | 星期六             | 09:35-10:25        | 10                 |
| 星期六           | 09:31-10:25  | 6            | 星期六             | 10:35-11:25        | 10                 |
| 星期六           | 10:33-11:25  | 8/9          | 星期六             | 11:35-12:25        | 10                 |
| 星期六           | 11:32-12:25  | 7/8          | 星期六             | 12:31-13:25        | 5/6                |
| 星期六           | 12:33-13:25  | 7/8          | 星期六             | 13:32-14:25        | 7/8                |
| 星期六           | 13:31-14:25  | 6            | 星期六             | 14:32-15:25        | 7/8                |
| 星期六           | 14:33-14:57  | 8            | 星期六             | 15:32-16:25        | 7/8                |
| 星期六           | 14:57-15:25  | 9/10         | 星期六             | 16:31-16:55        | 6                  |
| 星期六           | 15:35-16:25  | 10           | 星期六             | 16:55-17:25        | 7/8                |
| 星期六           | 16:37-17:24  | 11/12        | 星期六             | 17:30-18:18        | 6                  |
| 星期六           | 17:35-18:25  | 10           | 星期六             | 18:25              | 18:25              |
| 星期六           | 18:37-19:25  | 12           | 星期六             | 18:32-19:25        | 7/8                |
| 星期六           | 19:36-20:24  | 12           | 星期六             | 19:35-20:25        | 10                 |
| 星期六           | 20:37-21:25  | red\|12      | 星期六             | 20:35-21:25        | 10                 |
| 星期六           | 21:36-22:24  | 12           | 星期六             | 21:34-21:56        | 7/8                |
| 星期六           | 22:37-23:25  | 12           | 星期六             | 21:56-22:05        | 9                  |
| 星期六           | 23:41-00:32  | 17           | 星期六             | 22:05-22:25        | 10                 |
|                  |              |              | 星期六             | 22:35-23:25        | 10                 |
| 23:37            |              |              | 星期六             |                    |                    |
| 23:50-00:32      | 14           |              | 星期六             |                    |                    |
| 星期日及公眾假期 | 06:30        | 06:30        | 星期日及公眾假期   | 06:30-06:55        | 12/13              |
| 星期日及公眾假期 | 06:40-07:25  | 9            | 星期日及公眾假期   | 06:55-07:25        | 10                 |
| 星期日及公眾假期 | 07:32-08:07  | 7            | 星期日及公眾假期   | 07:35-08:25        | 10                 |
| 星期日及公眾假期 | 08:07-08:25  | 6            | 星期日及公眾假期   | 08:35-09:25        | 10                 |
| 星期日及公眾假期 | 08:31-09:25  | 6            | 星期日及公眾假期   | 09:35-10:25        | 10                 |
| 星期日及公眾假期 | 09:32-10:25  | 7/8          | 星期日及公眾假期   | 10:35-11:25        | 10                 |
| 星期日及公眾假期 | 10:31-11:25  | 6            | 星期日及公眾假期   | 11:35-12:25        | 10                 |
| 星期日及公眾假期 | 11:31-12:25  | 6            | 星期日及公眾假期   | 12:35-13:25        | 10                 |
| 星期日及公眾假期 | 12:34-13:25  | 8/9          | 星期日及公眾假期   | 13:35-14:25        | 10                 |
| 星期日及公眾假期 | 13:31-14:25  | 6/7          | 星期日及公眾假期   | 14:31-15:25        | 6/7                |
| 星期日及公眾假期 | 14:35-15:25  | 10           | 星期日及公眾假期   | 15:35-16:25        | 10                 |
| 星期日及公眾假期 | 15:35-16:25  | 10           | 星期日及公眾假期   | 16:31-17:25        | 6                  |
| 星期日及公眾假期 | 16:35-17:25  | 10           | 星期日及公眾假期   | 17:31-18:25        | 6/7                |
| 星期日及公眾假期 | 17:35-18:25  | 10           | 星期日及公眾假期   | 18:31-19:25        | 6/7                |
| 星期日及公眾假期 | 18:37-19:25  | 12           | 星期日及公眾假期   | 19:33-20:25        | 7/8                |
| 星期日及公眾假期 | 19:37-20:25  | 12           | 星期日及公眾假期   | 20:32-21:25        | 7/8                |
| 星期日及公眾假期 | 20:37-21:25  | 12           | 星期日及公眾假期   | 21:35-22:25        | 10                 |
| 星期日及公眾假期 | 21:37-22:25  | 12           | 星期日及公眾假期   | 22:35-23:25        | 10                 |
| 星期日及公眾假期 | 22:37-23:25  | 12           | 星期日及公眾假期   | 23:37              | 23:37              |
| 星期日及公眾假期 | 23:41-00:32  | 17           | 星期日及公眾假期   | 23:50-00:32        | 14                 |

111P
- 彩福開
  - 星期一至六：07:07、07:17、*07:40、07:55
- 中環（港澳碼頭）開
  - 星期一至五：18:15、18:35

星期日及公眾假期不設服務。
有*號班次於星期六不設服務
- 有紅字班次為九巴派車，其餘班次為城巴派車。

## 收費
111(P)
全程：$12.2
- 過紅磡海底隧道後往中環（港澳碼頭）／坪石（111）／彩福（111P）：$7.7

| - 本線設有12歲以下小童及65歲或以上長者半價優惠。 - 65歲或以上香港居民使用「樂悠咭」，以及12歲以下合資格殘疾兒童使用「殘疾人士身份」個人八達通繳付車資，均可享有每程$2.0或半價（以較低者為準）的票價優惠；12至64歲合資格殘疾人士使用「殘疾人士身份」個人八達通（包括「樂悠咭」），以及60至64歲香港居民使用「樂悠咭」繳付車資，均可享有每程$2.0或全費（以較低者為準）的票價優惠。 - 65歲或以上長者如使用長者或一般個人八達通繳付車資，則只可享有半價優惠；12至64歲合資格殘疾人士如不使用「殘疾人士身份」個人八達通，以及60至64歲人士如不使用「樂悠咭」繳付車資，必須繳付全費。 - 乘客可以現金或八達通於上車時付款，不設找續。 - 每位成人乘客可免費攜帶最多兩名4歲以下而不佔座位的兒童乘客乘車，超額之4歲以下小童必須繳付小童車費乘車。 - 持有「九巴月票」之乘客在車票有效期內，每日可享最多10程任何九龍巴士及龍運巴士路線（包括本路線，合資格車程只適用於九龍巴士／龍運巴士提供的班次；惟乘搭機場「A」及「NA」線則可享原價二七折優惠（不會計算每天10次合資格車程））；而B1線則可每日可享最多2程（不會計算每天10次合資格車程）。 - 九龍巴士、城巴、龍運巴士及陽光巴士全職員工及家屬（不包括外判職員）可免費乘搭本路線（陽光巴士員工及家屬只適用於九龍巴士提供的班次），惟必須拍職員或職員家屬八達通。 - 乘客亦可使用AlipayHK「易乘碼」、支付寶、WeChatHK／微信支付「搭車碼」、銀聯雲閃付「乘車碼」及BOC Pay「乘車碼」、具有感應式支付功能的JCB、卡美國運通、大來國際、Discover Card（只適用於九龍巴士／龍運巴士提供的班次）、VISA、Mastercard及銀聯卡，以及Apple Pay、Google Pay及Samsung Pay流動支付平台繳付車資。九巴班次的乘客使用上述付款方式，將只可享有與其他九巴路線／聯營路線九巴班次之轉乘優惠；城巴班次的乘客使用上述付款方式，將只可享有與其他城巴獨營路線或聯營線城巴班次之轉乘優惠。乘客亦不能享有「公共交通費用補貼計劃」及「長者及合資格殘疾人士公共交通票價優惠計劃」。 |

## 八達通巴士轉乘計劃
乘客登上本線往坪石後150分鐘內以同一張八達通卡轉乘680線往利安，或從680/680A線往金鐘登車後150分鐘間內以同一張八達通卡轉乘本線往中環，次程可獲$9.3折扣優惠。
乘搭此線往港島方向之乘客於登車後150分鐘內在海底隧道巴士轉乘站轉乘以下路線，第二程成人票價便可減收$3.5，小童／長者票價減收$1.8，乘客必須在150分鐘內轉車。
| 紅隧轉乘優惠計劃路線列表 | 紅隧轉乘優惠計劃路線列表 | 紅隧轉乘優惠計劃路線列表 | 紅隧轉乘優惠計劃路線列表 |
| 巴士公司                 | 轉乘路線                 | 出發地                   | 目的地                   |
| ------------------------ | ------------------------ | ------------------------ | ------------------------ |
| 城巴、九巴               | 101                      | 觀塘（裕民坊）           | 堅尼地城                 |
| 城巴、九巴               | 102                      | 美孚                     | 筲箕灣                   |
| 城巴、九巴               | 102P                     | 美孚                     | 筲箕灣                   |
| 城巴、九巴               | 103                      | 竹園邨                   | 蒲飛路                   |
| 城巴、九巴               | 104                      | 白田                     | 堅尼地城                 |
| 城巴、九巴               | 106                      | 黃大仙                   | 小西灣（藍灣半島）       |
| 城巴、九巴               | 106P                     | 黃大仙                   | 小西灣（藍灣半島）       |
| 城巴                     | 106A                     | 黃大仙                   | 太古（康怡廣場）         |
| 城巴、九巴               | 107                      | 九龍灣                   | 華貴邨                   |
| 城巴、九巴               | 107P                     | 海逸豪園                 | 數碼港                   |
| 九巴                     | 108                      | 九龍灣（啟業）           | 寶馬山                   |
| 城巴、九巴               | 109                      | 何文田                   | 中環（港澳碼頭）         |
| 城巴、九巴               | 110                      | 尖沙咀東（麼地道）       | 筲箕灣                   |
| 城巴、九巴               | 111                      | 坪石                     | 中環（港澳碼頭)          |
| 城巴、九巴               | 111P                     | 彩福                     | 中環（港澳碼頭)          |
| 城巴、九巴               | 112                      | 蘇屋                     | 北角（百福道）           |
| 城巴、九巴               | 113                      | 彩虹                     | 堅尼地城（卑路乍灣）     |
| 城巴、九巴               | 115                      | 九龍城碼頭               | 中環（港澳碼頭）         |
| 城巴、九巴               | 115P                     | 海逸豪園                 | 中環（港澳碼頭）         |
| 城巴、九巴               | 116                      | 慈雲山（中）             | 鰂魚涌（祐民街）         |
| 城巴、九巴               | 117                      | 深水埗（欽州街）         | 跑馬地（下）             |
| 城巴、九巴               | 118                      | 長沙灣（深旺道）         | 小西灣（藍灣半島）       |
| 城巴、九巴               | 118P                     | 長沙灣（深旺道）         | 小西灣（藍灣半島）       |
| 城巴、九巴               | 170                      | 沙田站                   | 華富（中）               |
| 城巴、九巴               | 171                      | 荔枝角                   | 海怡半島                 |
| 城巴、九巴               | 182                      | 愉翠苑                   | 中環（港澳碼頭）         |

## 使用車輛
由於本線途經專營巴士低排放區，故必須使用達到歐盟五型或以上排放標準的車輛行走。
開線時已受到九巴非常重視，率先引入嶄新的利蘭珍寶/平頂寶巴士，並於八十年代初以「雞車」利蘭勝利二型及「鴨車」丹尼士喝采型行走，間歇亦有晚年「長牛」丹拿E型行走，八十年代初開始更以12米大型三軸巴士接力，型號是非空調丹尼士巨龍及利蘭奧林比安。間歇亦有用11米非空調巴士支援。本線當時是中巴獨有型號12米都城嘉慕威曼都城巴士三軸巴士（ML）經常出現路線，其後於1989年12月開始，丹尼士禿鷹（DL）亦加入本線。1995年1月開始，11米空調禿鷹（DA）亦加入本線。
2021年，九巴換入兩輛亞歷山大丹尼士Enviro 500 MMC 12.8米（E6X），為首度加入12.8米巴士作掛牌車。

### 九巴
現時本線獲派9輛亞歷山大丹尼士Enviro 500 MMC（7輛12米ATENU及2輛12.8米E6X）及6輛富豪B8L 12.8米（V6X），均屬九龍灣車廠。
| 車隊編號 | 車牌   |
| -------- | ------ |
| ATENU505 | TK 224 |
| ATENU507 | TJ9811 |
| ATENU511 | TK2540 |
| ATENU522 | TK4426 |
| ATENU523 | TK4495 |
| ATENU527 | TK7196 |
| ATENU729 | TR8734 |
| E6X127   | WW 961 |
| E6X128   | WW1552 |
| V6X46    | XE 843 |
| V6X47    | XE 722 |
| V6X49    | XE1386 |
| V6X70    | XE1149 |
| V6X84    | XG6537 |
| V6B86    | XG6882 |

### 城巴
城巴方面共派出20輛雙層巴士，主要為：亞歷山大丹尼士Enviro 400 10.5米（38XX）、亞歷山大丹尼士Enviro 500（11.3米40XX、12米55XX）、亞歷山大丹尼士Enviro 500 MMC（11.3米40XX、12米55XX-58XX、12.8米61XX-62XX）、富豪B9TL（11.3米45XX、12米52XX）及富豪B8L 12米（523X）。

## 行車路線
111
坪石開 經：清水灣道、龍翔道、彩虹道、太子道東、太子道西、馬頭涌道、馬頭圍道、漆咸道北、康莊道、紅磡海底隧道、堅拿道天橋、堅拿道東、禮頓道、摩利臣山道、灣仔道、菲林明道、軒尼詩道、金鐘道、德輔道中、禧利街、干諾道中及港澳碼頭通道。
中環（港澳碼頭）開 經：港澳碼頭通道、干諾道中、林士街、德輔道中、金鐘道、軒尼詩道、菲林明道、灣仔道、摩利臣山道、禮頓道、堅拿道西、堅拿道天橋、紅磡海底隧道、康莊道、漆咸道北、馬頭圍道、馬頭涌道、太子道西、太子道東、彩虹道、彩虹邨通道、太子道東、觀塘道及坪石里。
111P
彩福開 經：彩榮路、彩興路、彩興里、新清水灣道、清水灣道、太子道東、太子道西、馬頭涌道、馬頭圍道、漆咸道北、康莊道、海底隧道、堅拿道天橋、堅拿道東、禮頓道、摩理臣山道、灣仔道、菲林明道、軒尼詩道、金鐘道、德輔道中、禧利街 、干諾道中及港澳碼頭通道。
中環（港澳碼頭）開 經：港澳碼頭通道、干諾道中、林士街、德輔道中、金鐘道、軒尼詩道、菲林明道、灣仔道、摩理臣山道、禮頓道、堅拿道西、堅拿道天橋、海底隧道、康莊道、漆咸道北、馬頭圍道、馬頭涌道、太子道東天橋、彩虹道、彩虹通道、太子道東、觀塘道、彩石里、彩興路及彩榮路。

### 沿線車站
111
| 坪石開 | 坪石開                               | 坪石開                   | 中環（港澳碼頭）開 | 中環（港澳碼頭）開                   | 中環（港澳碼頭）開       |
| 序號   | 車站名稱                             | 位置                     | 序號               | 車站名稱                             | 位置                     |
| ------ | ------------------------------------ | ------------------------ | ------------------ | ------------------------------------ | ------------------------ |
| 1      | 坪石巴士總站（K1月台）               | 坪石公共運輸交匯處       | 1                  | 中環（港澳碼頭）                     | 中環（港澳碼頭）巴士總站 |
| 2      | 牛池灣轉車站－彩虹邨丹鳳樓（J2月台） | 龍翔道                   | 2                  | 林士街                               | 德輔道中                 |
| 3      | 彩虹轉車站－彩虹邨錦雲樓（P3月台）   | 龍翔道                   | 3                  | 砵典乍街                             | 德輔道中                 |
| 4      | 四美街                               | 彩虹道                   | 4                  | 皇后像廣場                           | 德輔道中                 |
| 5      | 彩虹道遊樂場                         | 彩虹道                   | 5                  | 金鐘站－統一中心                     | 金鐘道                   |
| 6      | 寧遠街                               | 彩虹道                   | 6                  | 軍器廠街                             | 軒尼詩道                 |
| 7      | 九龍城轉車站－富豪東方酒店（B8月台） | 太子道西                 | 7                  | 柯布連道                             | 軒尼詩道                 |
| 8      | 木廠街                               | 馬頭涌道                 | 8                  | 莊士敦道 (大有廣場)                  | 菲林明道                 |
| 9      | 土瓜灣街市                           | 馬頭圍道                 | 9                  | 克街                                 | 灣仔道                   |
| 10     | 浙江街遊樂場                         | 漆咸道北                 | 10                 | 南洋酒店                             | 摩理臣山道               |
| 11     | 北拱街                               | 漆咸道北                 | 11                 | 紅磡海底隧道轉車站（C2月台）         | 康莊道                   |
| 12     | 平治街                               | 漆咸道北                 | 12                 | 山谷道                               | 漆咸道北                 |
| 13     | 紅磡海底隧道轉車站（A3月台）         | 康莊道                   | 13                 | 北拱街                               | 漆咸道北                 |
| 14*    | 利景酒店                             | 灣仔道                   | 14                 | 落山道                               | 馬頭圍道                 |
| 15*    | 普樂里                               | 灣仔道                   | 15                 | 天光道                               | 馬頭圍道                 |
| #      | 天樂里                               | 軒尼詩道                 | 16                 | 馬頭圍邨洋葵樓                       | 馬頭涌道                 |
| #      | 軒尼詩道官立小學                     | 軒尼詩道                 | 17                 | 亞皆老街遊樂場                       | 馬頭涌道                 |
| 16     | 菲林明道                             | 軒尼詩道                 | 18                 | 九龍城轉車站－富豪東方酒店（A4月台） | 太子道東                 |
| 17     | 修頓球場                             | 軒尼詩道                 | 19                 | 天主教伍華中學                       | 彩虹道                   |
| 18     | 金鐘站－高等法院                     | 金鐘道                   | 20                 | 東頭邨泰東樓                         | 彩虹道                   |
| 19     | 匯豐總行大廈                         | 德輔道中                 | 21                 | 黃大仙警署                           | 彩虹道                   |
| 20     | 中環街市                             | 德輔道中                 | 22                 | 四美街                               | 彩虹道                   |
| 21     | 中環（港澳碼頭）                     | 中環（港澳碼頭）巴士總站 | 23                 | 彩虹轉車站－彩虹邨金碧樓（L1月台）   | 彩虹邨通道               |
|        |                                      |                          | 24                 | 坪石巴士總站（K1月台）               | 坪石公共運輸交匯處       |

註：
- 當跑馬地馬場舉行賽馬期間，本線將不經有*號之分站，改停有#號之車站。

111P
| 彩福開 | 彩福開                               | 彩福開                   | 中環（港澳碼頭）開 | 中環（港澳碼頭）開           | 中環（港澳碼頭）開       |
| 序號   | 車站名稱                             | 位置                     | 序號               | 車站名稱                     | 位置                     |
| ------ | ------------------------------------ | ------------------------ | ------------------ | ---------------------------- | ------------------------ |
| 1      | 彩福巴士總站                         | 彩福巴士總站             | 1                  | 中環（港澳碼頭）             | 中環（港澳碼頭）巴士總站 |
| 2      | 彩德邨彩賢樓                         | 彩榮路                   | 2                  | 林士街                       | 德輔道中                 |
| 3      | 彩興苑                               | 彩興路                   | 3                  | 砵典乍街                     | 德輔道中                 |
| 4      | 九龍城轉車站－富豪東方酒店（K6月台） | 太子道西                 | 4                  | 皇后像廣場                   | 德輔道中                 |
| 5      | 木廠街                               | 馬頭涌道                 | 5                  | 金鐘站－統一中心             | 金鐘道                   |
| 6      | 土瓜灣街市                           | 馬頭圍道                 | 6                  | 軍器廠街                     | 軒尼詩道                 |
| 7      | 浙江街遊樂場                         | 漆咸道北                 | 7                  | 柯布連道                     | 軒尼詩道                 |
| 8      | 北拱街                               | 漆咸道北                 | 8                  | 莊士敦道 (大有廣場)          | 菲林明道                 |
| 9      | 平治街                               | 漆咸道北                 | 9                  | 克街                         | 灣仔道                   |
| 10     | 紅磡海底隧道轉車站（A3月台）         | 康莊道                   | 10                 | 南洋酒店                     | 摩理臣山道               |
| 11     | 利景酒店                             | 灣仔道                   | 11                 | 紅磡海底隧道轉車站（C2月台） | 康莊道                   |
| 12     | 普樂里                               | 灣仔道                   | 12                 | 山谷道                       | 漆咸道北                 |
| 13     | 菲林明道                             | 軒尼詩道                 | 13                 | 北拱街                       | 漆咸道北                 |
| 14     | 修頓球場                             | 軒尼詩道                 | 14                 | 落山道                       | 馬頭圍道                 |
| 15     | 金鐘站－高等法院                     | 金鐘道                   | 15                 | 天光道                       | 馬頭圍道                 |
| 16     | 匯豐總行大廈                         | 德輔道中                 | 16                 | 馬頭圍邨洋葵樓               | 馬頭涌道                 |
| 17     | 中環街市                             | 德輔道中                 | 17                 | 王仲銘中學                   | 彩虹道                   |
| 18     | 中環（港澳碼頭）                     | 中環（港澳碼頭）巴士總站 | 18                 | 東頭邨泰東樓                 | 彩虹道                   |
|        |                                      |                          | 19                 | 黃大仙警署                   | 彩虹道                   |
| 20     | 四美街                               |                          |                    |                              | 彩虹道                   |
| 21     | 彩虹轉車站－彩虹邨金碧樓（L1月台）   | 彩虹邨通道               |                    |                              |                          |
| 22     | 坪石邨                               | 太子道東                 |                    |                              |                          |
| 23     | 彩興路                               | 彩興路                   |                    |                              |                          |
| 24     | 彩德商場                             | 彩榮路                   |                    |                              |                          |
| 25     | 彩德邨彩亮樓                         | 彩榮路                   |                    |                              |                          |
| 26     | 彩福巴士總站                         | 彩福巴士總站             |                    |                              |                          |

## 客量
本線主要輔助101線。而該線客量龐大，經常頂閘過海，因此與其定位接近的本線客量同樣龐大。雖說如此，由於服務範圍有限（沒有包括港島西陲，如：西營盤和堅尼地城，九龍的九龍灣和觀塘），故客量比101線稍低，但整體而言，本線客量仍然處於高水平。

## 外部連結
九巴
- 過海隧道巴士111線 （页面存档备份，存于）
- 過海隧道巴士111P線 （页面存档备份，存于）

城巴
- 過海隧道巴士111線 （页面存档备份，存于）
- 過海隧道巴士111P線 （页面存档备份，存于）
- 過海隧道巴士111、111P線路線圖 （页面存档备份，存于）
- 過海隧道巴士111線詳細時間表 （页面存档备份，存于）

其他
- 681巴士總站－隧巴111線 （页面存档备份，存于）
- 681巴士總站－隧巴111P線 （页面存档备份，存于）
- Hong Kong Bus NWFB #5202 @ 111 新世界第一巴士 Volvo B9TL 12M 中環港澳碼頭 - 坪石 （页面存档备份，存于），YouTube